# Tempestade de vento europeia

Animação de 24 horas do ciclone Xynthia cruzando a França

Tempestades de vento europeias são poderosos ciclones extratropicais invernais que se formam como tempestades de vento ciclônicas associadas a áreas de baixa pressão atmosférica. Podem ocorrer durante todo o ano, mas são mais frequentes entre outubro e março, com pico de intensidade nos meses de inverno. Áreas profundas de baixa pressão são comuns no Atlântico Norte e, ocasionalmente, começam como Nor'easters na costa da Nova Inglaterra. Eles frequentemente cruzam o Oceano Atlântico Norte em direção ao norte da Escócia e no Mar da Noruega, o que geralmente minimiza o impacto nas áreas internas; no entanto, se o percurso estiver mais ao sul, pode causar condições climáticas adversas na Europa Central, Europa do Norte e especialmente na Europa Ocidental. Os países em geral mais afetados incluem o Reino Unido, Irlanda, Holanda, Noruega, Ilhas Faroe e Islândia.
Os fenómenos de vento forte intrínsecos aos vendavais europeus, que dão origem a "pegadas de danos" à superfície, podem ser classificados em três categorias, nomeadamente o "jato quente", o "jato frio" e o "jato de ferrão". Esses fenômenos variam em termos de mecanismos físicos, estrutura atmosférica, extensão espacial, duração, nível de severidade, previsibilidade e localização em relação ao ciclone e frentes.
Em média, estas tempestades causam prejuízos económicos de cerca de 1,9 € mil milhões por ano e perdas de seguros de € 1,4 mil milhões por ano (1990–1998). Eles causam a maior quantidade de perdas de seguro contra catástrofes naturais na Europa.

## Ciclogênese

### Oscilação do Atlântico Norte

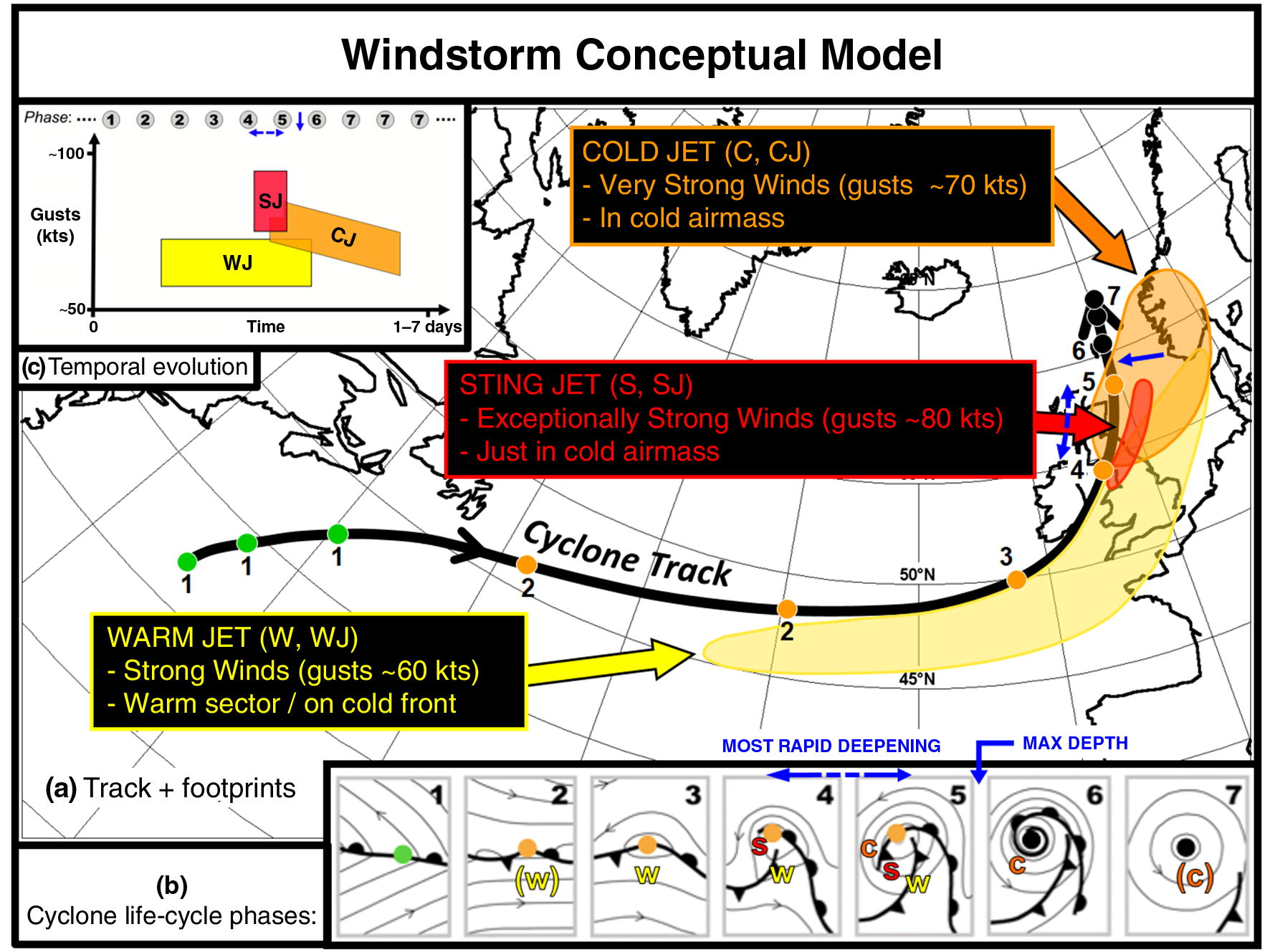
Modelo conceitual para um vendaval europeu e as "pegadas" de vento forte associadas. Observe que a trilha da tempestade, os locais das pegadas e os tamanhos das pegadas variam conforme o caso e que nem todas as pegadas estão sempre presentes.

O estado da Oscilação do Atlântico Norte está fortemente relacionado com a frequência, intensidade e rastros das borascas profundas europeias. Um número maior de tempestades foi observado na região do Atlântico Norte durante as fases NAO positivas (em comparação com as fases NAO negativas) e é devido a áreas maiores com condições de crescimento adequadas. A ocorrência de ciclones extremos do Atlântico Norte está alinhada com o estado NAO durante a fase de desenvolvimento dos ciclones. As tempestades mais fortes estão embutidas e se formam em um fluxo atmosférico em grande escala. Deve-se ter em mente que, por outro lado, os próprios ciclones desempenham um papel importante na condução da fase NAO. As perdas agregadas por tempestades de vento europeias mostram uma forte dependência do NAO, com perdas aumentando / diminuindo 10-15% em todos os períodos de retorno.

### Agrupamento
O agrupamento temporal de tempestades de vento também foi observado, com oito tempestades consecutivas atingindo a Europa durante o inverno de 1989/90. O ciclone Lothar e Martin em 1999 estavam separados por apenas 36 horas. O ciclone Kyrill em 2007 se seguiu apenas quatro dias após o ciclone Per. Em novembro de 2011, o ciclone Berit atravessou o norte da Europa e, apenas um dia depois, outra tempestade, chamada Yoda, atingiu a mesma área.

## Nomenclatura

### Nomenclatura de tempestades individuais
Até a segunda metade do século XIX, os vendavais europeus foram nomeados após a pessoa que os avistou. Normalmente, eles seriam nomeados pelo ano, a data, o dia do Santo de sua ocorrência ou qualquer outra forma que os tornasse comummente conhecidos.
No entanto, uma tempestade ainda pode ter nomes diferentes em países diferentes. Por exemplo, o serviço meteorológico norueguês também nomeia tempestades independentemente notáveis que afetam a Noruega, que pode resultar no uso de vários nomes em diferentes países que afetam, como:
- A tempestade " Anatol " de 1999 na Alemanha é conhecida como " furacão de dezembro " ou " Adam " na Dinamarca e como " Carola " na Suécia.
- A tempestade " Dagmar " de 2011 na Noruega e na Suécia é conhecida como " Patrick " na Alemanha e " Tapani " na Finlândia.
- A tempestade St. Jude de 2013 na média inglesa, é conhecida como Cristian em alemão e francês (seguindo o programa Adopt-a-Vortex da Universidade Livre de Berlim) e foi chamada de Simone pelo Instituto Hidrológico e Meteorológico Sueco, e como a tempestade de outubro em Dinamarquês e holandês, mais tarde recebeu o nome de Allan pelo Instituto Meteorológico Dinamarquês após a decisão política de nomear fortes tempestades que afetam a Dinamarca.

Um sistema de nomenclatura escocês alternativo surgiu em 2011 através da mídia social / Twitter que resultou na nomeação humorística de Furacão Bawbag e Furacão Fannybaws. Tal uso do termo Furacão não é sem precedentes, já que a tempestade de 1968 na Escócia foi chamada de "Furacão Low Q".

#### Reino Unido e Irlanda

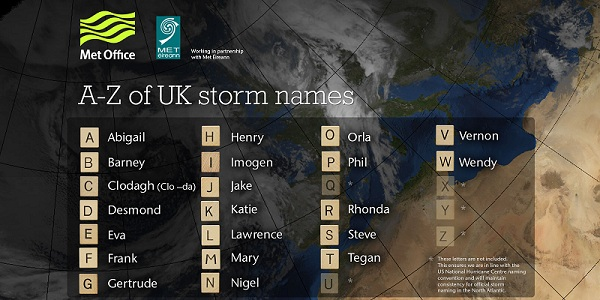
Lista de 2015 de nomes de tempestades do UK Met Office e Met Éireann

O UK Met Office e o irlandês Met Éireann mantiveram discussões sobre o desenvolvimento de um sistema de nomenclatura comum para tempestades no Atlântico. Em 2015, um projeto piloto pelos dois analistas foi lançado como " Name our storms ", que buscou a participação pública na nomeação de tempestades de vento ciclônicas de grande escala que afetaram o Reino Unido e / ou a Irlanda durante o inverno de 2015/16. O sistema de nomenclatura de tempestades do Reino Unido / Irlanda iniciou sua primeira temporada operacional em 2015/2016, com Storm Abigail. Um analista independente, o European Windstorm Centre, também tem sua própria lista de nomes, embora esta não seja uma lista oficial.

#### Alemanha
Durante 1954, Karla Wege, uma estudante do instituto meteorológico da Universidade Livre de Berlim, sugeriu que nomes deveriam ser atribuídos a todas as áreas de baixa e alta pressão que influenciavam o clima da Europa Central. Posteriormente, a universidade começou a nomear todas as áreas de alta ou baixa pressão dentro de suas previsões meteorológicas, a partir de uma lista de 260 nomes masculinos e 260 femininos apresentada por seus alunos. Os nomes femininos foram atribuídos a áreas de baixa pressão, enquanto os nomes masculinos foram atribuídos a áreas de alta pressão. Os nomes foram posteriormente usados exclusivamente pela média de Berlim até fevereiro de 1990, após o que a média alemã começou a usar os nomes comummente, no entanto, eles não foram oficialmente aprovados pelo Serviço Meteorológico Alemão Deutscher Wetterdienst. O DWD posteriormente proibiu o uso dos nomes por seus escritórios em julho de 1991, depois que surgiram reclamações sobre o sistema de nomes. No entanto, o pedido vazou para a agência de notícias alemã, Deutsche Presse-Agentur, que o dirigiu como sua principal matéria sobre o clima. O canal de televisão alemão ZDF posteriormente publicou uma pesquisa por telefone em 17 de julho de 1991 e afirmou que 72% das 40 000 respostas favoreciam manter os nomes. Isso fez com que o DWD parasse para pensar sobre o sistema de nomes e hoje em dia o DWD aceite o sistema de nomes e solicite que ele seja mantido.
Durante 1998, um debate começou sobre se era discriminação nomear áreas de alta pressão com nomes masculinos e as áreas de baixa pressão com nomes femininos. O problema foi posteriormente resolvido alternando nomes masculinos e femininos a cada ano. Em novembro de 2002, o esquema "Adote um Vórtice" começou, o que permite que membros do público ou empresas comprem direitos de nomenclatura para uma carta escolhida pelo comprador que é então atribuída em ordem alfabética a áreas de alta e baixa pressão na Europa durante cada ano. A nomenclatura vem com a pequena chance de que o sistema seja notável. O dinheiro arrecadado é usado pelo departamento de meteorologia para manter as observações do tempo na Universidade Livre.

### Nome do fenômeno

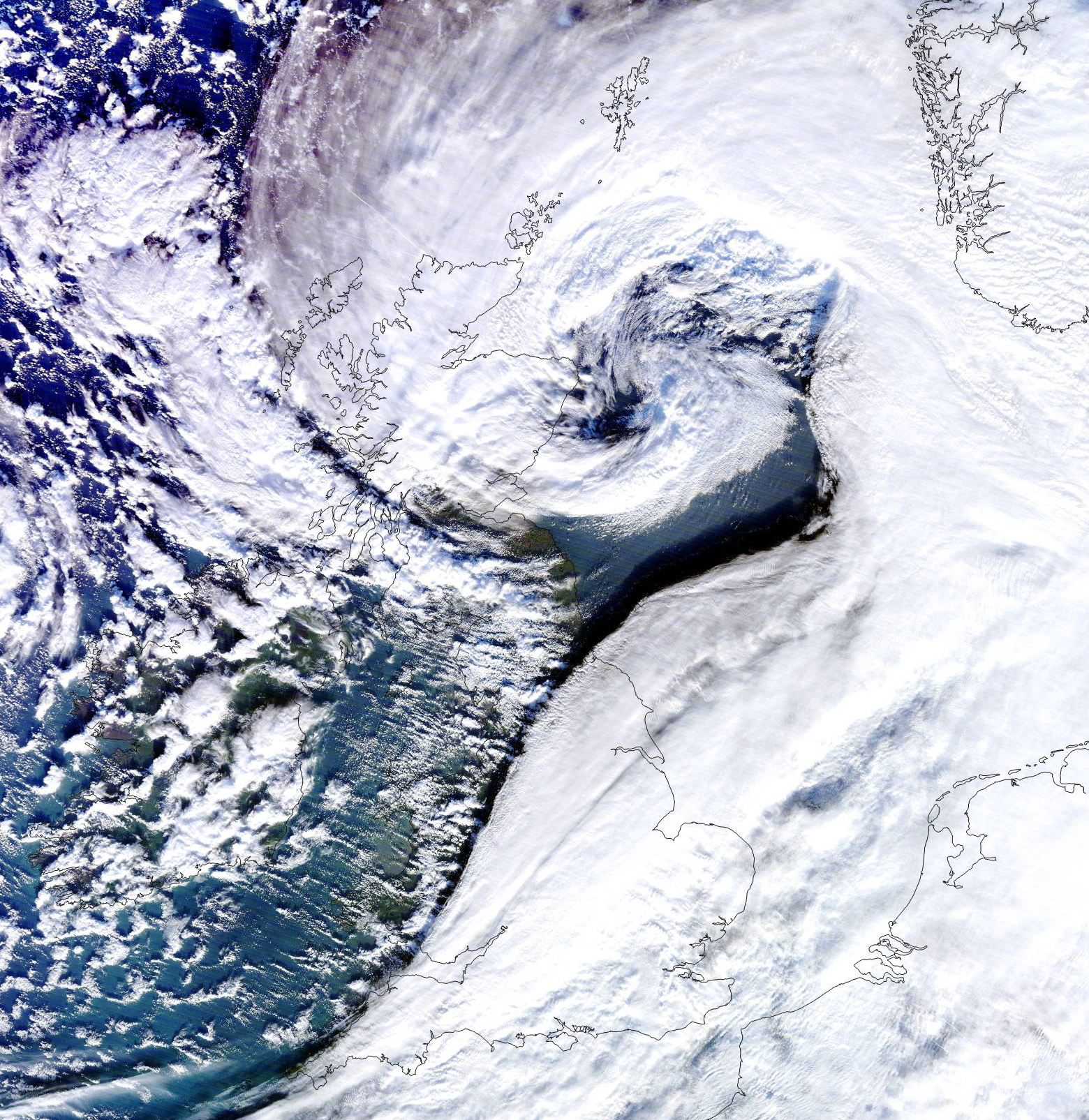
Imagem de satélite do ciclone Ulli em 3 de janeiro de 2012

Várias línguas europeias utilizam cognatos da palavra huracán (ouragan, uragano, orkan, Huragan, orkaan, ураган, que pode ou não pode ser diferenciado de furacões tropicais nestas línguas) para indicar particularmente fortes ventos ciclónicos que ocorrem na Europa. O termo furacão aplicado a essas tempestades não se refere ao ciclone tropical estruturalmente diferente de mesmo nome, mas à força do vento do furacão na escala Beaufort (ventos ≥ 118 km/h ou ≥ 73 mph).
Em inglês, o uso do termo furacão para se referir a tempestades invernais europeias é desencorajado, pois essas tempestades não apresentam a estrutura de tempestades tropicais. Da mesma forma, o uso do termo francês ouragan é desencorajado da mesma forma como furacão é em inglês, já que é normalmente reservado apenas para tempestades tropicais. Tempestades de vento europeias na Europa Latina são geralmente chamadas de derivados de tempestas ( tempest, tempête, tempestado, tempesta ), que significa tempestade, clima ou estação, do latim tempus, que significa tempo.
Tempestades globais desse tipo, formando-se entre 30 ° e 60 ° de latitude, são conhecidas como ciclones extratropicais. O nome tempestade de vento europeia reflete que essas tempestades na Europa são principalmente notáveis por seus ventos fortes e danos associados, que podem atingir várias nações do continente. Os ciclones mais fortes são chamados de tempestades de vento na academia e no setor de seguros. O nome tempestade de vento europeia não foi adotado pelo UK Met Office em transmissões (embora seja usado em suas pesquisas académicas), pela média ou pelo público em geral, e parece ter ganhado popularidade nos círculos académicos e de seguros como um nome linguístico e terminologicamente neutro para os fenômenos.
Em contraste com algumas outras nações europeias, não existe um nome amplamente aceito para essas tempestades em inglês. O Met Office e a média do Reino Unido geralmente se referem a essas tempestades como fortes vendavais. A definição atual de vendavais fortes (o que justifica a emissão de um alerta de tempo) são rajadas repetidas de 70 mph (110 km/h) ou mais em áreas interiores. Tempestades de vento europeias também são descritas em previsões de várias formas como tempestades de inverno, baixas de inverno, baixas de outono, baixas do Atlântico, borascas profundas e sistemas ciclônicos. Eles também são às vezes referidos como isóbaros bullseye e pontos baixos de dardos em referência à sua aparência nos mapas meteorológicos. Uma exposição da Royal Society usou o nome de ciclones europeus, com ciclones do Atlântico Norte e tempestades de vento do Atlântico Norte também sendo usados. Embora com o advento do projeto "Nomeie nossas tempestades", elas sejam geralmente conhecidas como tempestades.

## Impacto econômico

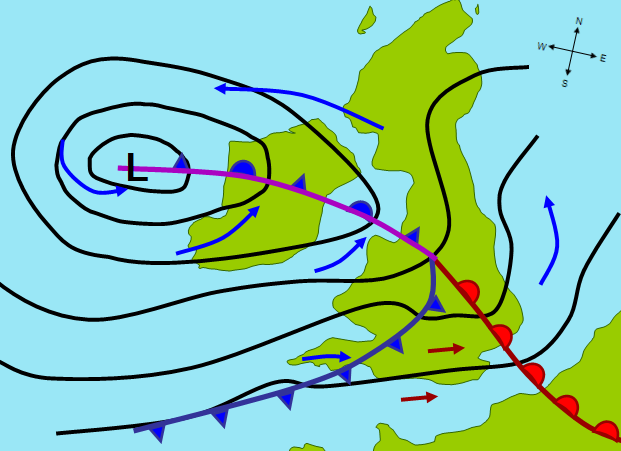
Um gráfico sinótico fictício de um ciclone extratropical afetando a Grã-Bretanha e a Irlanda. As setas azuis e vermelhas entre as isóbaras indicam a direção do vento e sua temperatura relativa, enquanto o símbolo "L" denota o centro da "baixa". Observações dos limites frontais quentes e frios ocluídos

### Perdas de seguros
As perdas de seguros com tempestades de vento são a segunda maior fonte de perdas para qualquer perigo natural depois dos furacões no Atlântico nos Estados Unidos. As perdas com tempestades de vento excedem as causadas por inundações na Europa. Por exemplo, uma tempestade de vento, Kyrill em 2007, excedeu as perdas das inundações de 2007 no Reino Unido. Em média, cerca de 200 000 edifícios são danificados por ventos fortes no Reino Unido todos os anos.

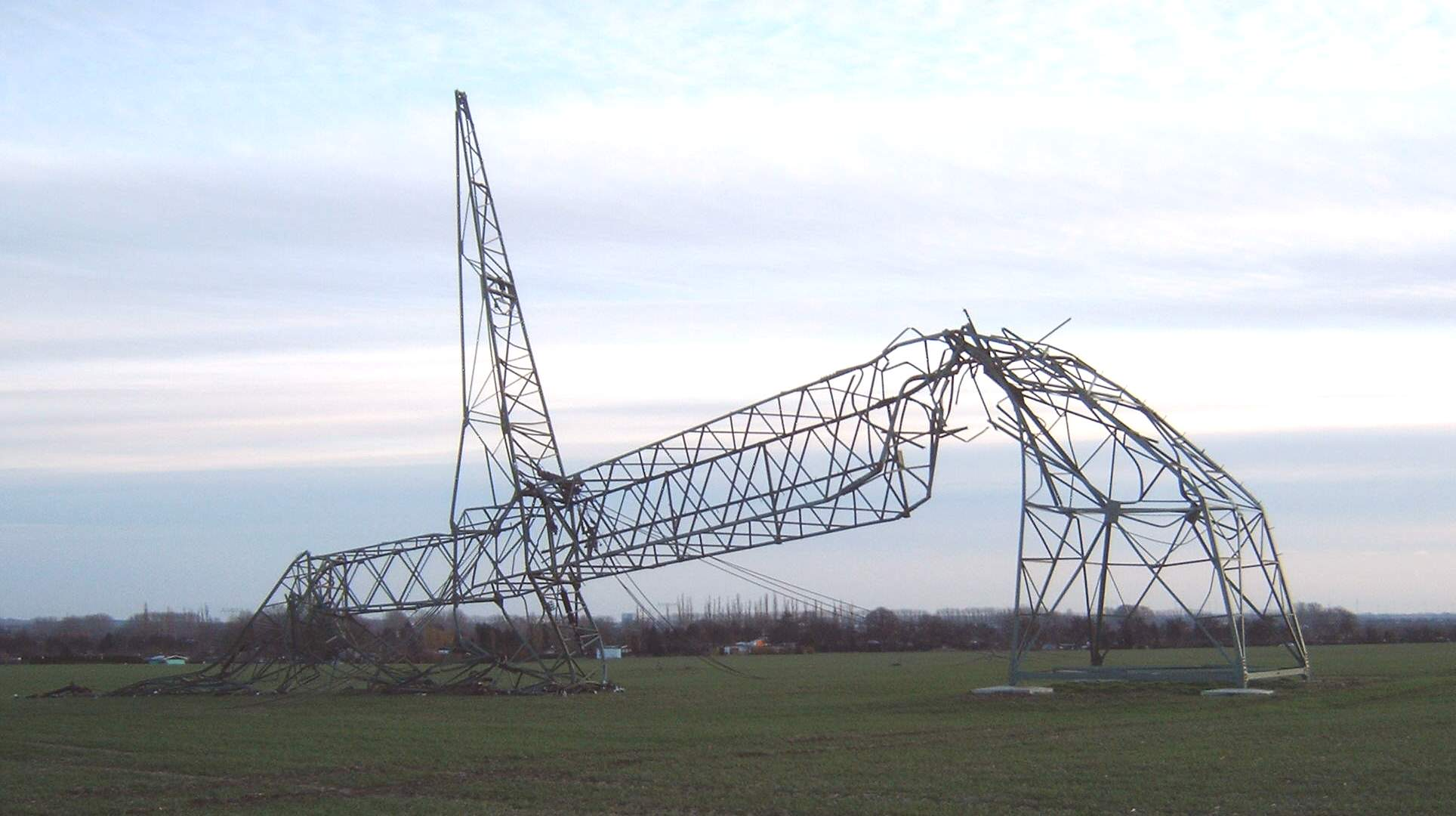
Poste danificado na Alemanha após a tempestade de vento Kyrill 2007

### Abastecimento de energia
Tempestades de vento europeias acabam com a capacidade de geração elétrica em grandes áreas, dificultando a suplementação do exterior (as turbinas eólicas fecham para evitar danos e a capacidade nuclear pode fechar se a água de resfriamento for contaminada ou ocorrer inundação da usina). As capacidades de transmissão também podem ser severamente limitadas se as linhas de energia forem derrubadas por neve, gelo ou ventos fortes. Na esteira do ciclone Gudrun em 2005, a Dinamarca e a Letônia tiveram dificuldade para importar eletricidade, e a Suécia perdeu 25% de sua capacidade total de energia quando as usinas nucleares Ringhals e Barsebäck foram fechadas.
Durante a tempestade do Boxing Day de 1998, os reatores da estação de energia nuclear Hunterston B foram desligados quando a energia foi perdida, possivelmente devido ao arco nos postes causado pela névoa salina do mar. Quando a conexão à rede foi restaurada, os geradores que alimentaram a estação durante o apagão foram desligados e deixados em "partida manual", então quando a energia falhou novamente a estação foi alimentada por baterias por um curto período de cerca de 30 minutos, até os geradores a diesel foram acionados manualmente. Durante este período, os reatores foram deixados sem resfriamento forçado, de forma semelhante ao desastre nuclear de Fukushima Daiichi, mas o evento em Hunterston foi classificado como International Nuclear Event Scale 2.
Um ano depois, em 1999, durante a tempestade Lothar, as enchentes na estação Nuclear de Blayais resultaram em um evento de "nível 2" na Escala Internacional de Eventos Nucleares. O ciclone Lothar e Martin em 1999 deixou 3,4 milhões de clientes na França sem eletricidade e forçou a EdF a adquirir todos os geradores de energia portáteis disponíveis na Europa, alguns até mesmo sendo trazidos do Canadá. Essas tempestades derrubaram um quarto das linhas de transmissão de alta tensão da França e 300 postes de transmissão de alta tensão foram derrubados. Foi uma das maiores interrupções de energia já experimentadas por um país desenvolvido moderno.
Após a Grande Tempestade de 1987, a ligação entre canais de alta tensão entre o Reino Unido e a França foi interrompida, e a tempestade causou um efeito dominó de quedas de energia em todo o sudeste da Inglaterra. Por outro lado, as tempestades de vento podem produzir muita energia eólica. O ciclone Xynthia atingiu a Europa em 2010, gerando 19 000 megawatts de eletricidade com as 21 000 turbinas eólicas da Alemanha. A eletricidade produzida era excessiva para os consumidores usarem e os preços na Bolsa Europeia de Energia em Leipzig cairam, o que resultou nos operadores da rede tendo que pagar mais de 18 euros por megawatt-hora para descarregá-la, custando cerca de meio milhão de euros no total.
A interrupção do fornecimento de gás durante o Ciclone Dagmar em 2011 deixou a fábrica de processamento de gás Ormen Lange da Royal Dutch Shell na Noruega inoperante depois que a sua eletricidade foi cortada pela tempestade. Isso deixou o abastecimento de gás no Reino Unido vulnerável, já que essa instalação pode fornecer até 20% das necessidades do Reino Unido por meio do gasoduto Langeled. No entanto, a interrupção veio em um momento de baixa demanda. A mesma tempestade também afetou a Central Nuclear de Leningrado, já que algas e lama agitadas pela tempestade foram sugadas para o sistema de resfriamento, resultando no desligamento de um dos geradores. Uma situação semelhante foi relatada na esteira da tempestade Angus em 2016 (embora não esteja especificamente ligada à tempestade), quando o reator 1 na Usina Nuclear de Torness, na Escócia, foi retirado do ar depois que uma entrada de água do mar desarmou devido ao excesso de algas ao redor da entrada. Também após a tempestade Angus, a National Grid do Reino Unido lançou uma investigação para saber se a âncora de um navio danificou quatro dos oito cabos do interconector de alta tensão Cross Channel, o que o deixaria capaz de operar apenas com metade de sua capacidade até fevereiro de 2017.

## Tempestades de vento notáveis

### Tempestades de vento históricas

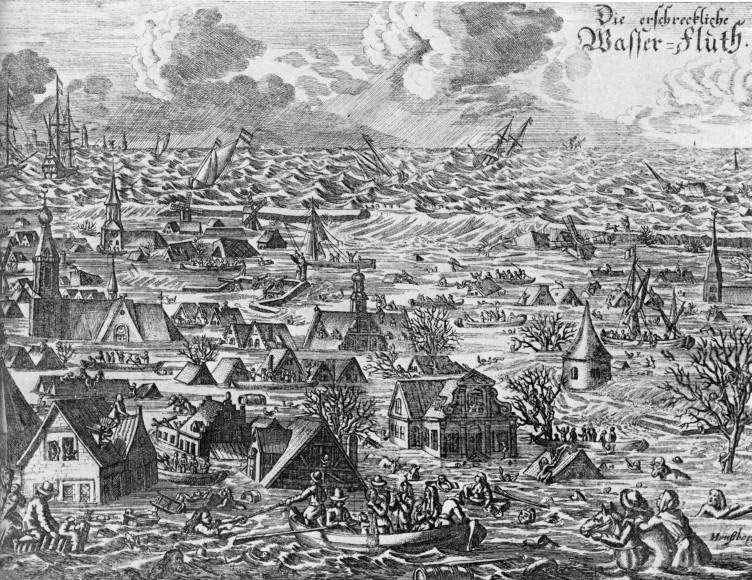
Imagem contemporânea da enchente que atingiu a costa do Mar do Norte na Alemanha e na Dinamarca em outubro de 1634

- Grote Mandrenke, 1362 - Um vendaval no sudoeste do Atlântico varreu a Inglaterra, a Holanda, o norte da Alemanha e o sul da Dinamarca, matando mais de 25 000 e alterando o litoral holandês-alemão-dinamarquês.
- Inundação de Burchardi, 1634 - Também conhecida como "segundo Grote Mandrenke", atingiu Nordfriesland, afogou cerca de 8 000 a 15 000 pessoas e destruiu a ilha de Strand.
- Grande Tempestade de 1703 - Fortes vendavais afetam a costa sul da Inglaterra.
- Noite do Grande Vento, 1839 - A tempestade de vento mais forte que atingiu a Irlanda nos últimos séculos, com ventos com força de furacão, matou entre 250 e 300 pessoas e tornou centenas de milhares de casas inabitáveis.
- Royal Charter Storm, 25-26 de outubro de 1859 - A Royal Charter Storm foi considerada a tempestade mais severa a atingir as Ilhas Britânicas no século XIX, com um total de mortos estimado em mais de 800. Seu nome vem do navio Royal Charter, que foi levado pela tempestade para a costa leste de Anglesey, País de Gales, com a perda de mais de 450 vidas.
- The Tay Bridge Disaster, 1879 - Fortes vendavais (estimados em Força 10-11) varreram a costa leste da Escócia, resultando infame no colapso da Tay Rail Bridge e na perda de 75 pessoas que estavam a bordo do trem malfadado.[50]
- Inundação do Tâmisa em 1928, 6–7 de janeiro de 1928 - O derretimento da neve combinado com chuvas fortes e uma tempestade no Mar do Norte causou inundações no centro de Londres e a perda de 14 vidas.

- Inundação do Mar do Norte em 1953 - Considerado o pior desastre natural do século XX nos Países Baixos e no Reino Unido, causando mais de 2 500 mortes, incluindo 133 perdidas quando a balsa MV Princess Victoria afundou no Canal do Norte, a leste de Belfast.
- Inundação do Mar do Norte em 1962 - A tempestade atingiu a costa alemã do Mar do Norte com ventos de até 200 km/h. A onda de tempestade que a acompanhou, combinada com a maré alta, empurrou a água para cima do Weser e do Elba, rompendo diques e causando inundações extensas, especialmente em Hamburgo. 315 pessoas foram mortas, cerca de 60 000 ficaram desabrigadas.
- Vento forte de janeiro de 1976 2–5 de janeiro de 1976 - Danos generalizados do vento foram relatados em toda a Europa, da Irlanda à Europa Central. Inundações costeiras ocorreram no Reino Unido, Bélgica e Alemanha, com a maior tempestade do século XX registada na costa alemã do Mar do Norte.
- Grande Tempestade de 1987 - Essa tempestade afetou o sudeste da Inglaterra e o norte da França. Na Inglaterra, velocidades médias máximas do vento de 70 nós (em média mais de 10 minutos) foram registados. A rajada mais alta de 117 kn (217 km/h) foi registado em Pointe du Raz, na Bretanha. Ao todo, 19 pessoas foram mortas na Inglaterra e 4 na França. 15 milhões de árvores foram arrancadas na Inglaterra.
- Série de tempestades de 1990 - Entre 25 de janeiro e 1 de março de 1990, oito fortes tempestades cruzaram a Europa, incluindo a tempestade do Dia de Burns (Daria), Vivian e Wiebke. Os custos totais resultantes dessas tempestades foram estimados em quase € 13 mil milhões.[51]
- Braer Storm de janeiro de 1993 - a tempestade mais intensa desse tipo já registada.
- Lothar e Martin,[52] 1999 - França, Suíça e Alemanha foram atingidas por fortes tempestades Lothar ( 250 quilômetros por hora (160 mph) ) e Martin ( 198 quilômetros por hora (120 mph) ). 140 pessoas foram mortas durante as tempestades. Lothar e Martin juntos deixaram 3,4 milhões de clientes na França sem eletricidade.[38] Foi uma das maiores interrupções de energia já experimentadas por um país desenvolvido moderno.[42] Os custos totais resultantes de ambas as tempestades foram estimados em quase 19,2 mil milhões de US $.
- Kyrill,[53] 2007 - avisos de tempestade foram dados para muitos países no oeste, centro e norte da Europa com avisos de tempestade severa para algumas áreas. Pelo menos 53 pessoas foram mortas no norte e no centro da Europa, causando caos nas viagens pela região.
- Xynthia,[54] 2010 - Uma forte tempestade de vento atravessou as Ilhas Canárias para Portugal e o oeste e norte da Espanha, antes de atingir o sudoeste da França. As maiores velocidades de rajadas foram registadas em Alto de Orduña, medidas em 228 quilômetros por hora (140 mph). 50 pessoas morreram.[55]
- Tempestade David - 2018 - A tempestade causou danos estimados em € 1,14 mil milhões - € 2,6 mil milhões. Vento rajadas de até 203 quilômetros por hora (130 mph) causou estragos no Reino Unido, Holanda, Bélgica e Alemanha. O número de mortos chegou a 15.

| Ciclones extratropicais mais intensos no Atlântico Norte | Ciclones extratropicais mais intensos no Atlântico Norte | Ciclones extratropicais mais intensos no Atlântico Norte | Ciclones extratropicais mais intensos no Atlântico Norte | Ciclones extratropicais mais intensos no Atlântico Norte |
| Classificação                                            | Encontro                                                 | Nome                                                     | Pressão mínima                                           | Localização informada                                    |
| -------------------------------------------------------- | -------------------------------------------------------- | -------------------------------------------------------- | -------------------------------------------------------- | -------------------------------------------------------- |
| 1                                                        | Janeiro de 1993                                          | Braer Storm                                              | 912 hPa (26.9 inHg)                                      | Entre a Islândia e a Grã-Bretanha                        |
| 2                                                        | Dezembro de 1986                                         | Sem nome                                                 | 916 hPa (27.0 inHg)                                      | Sudeste da Groenlândia                                   |
| 3                                                        | Janeiro de 1839                                          | Noite do Grande Vento                                    | 918 hPa (27.1 inHg)                                      | Na costa da Grã-Bretanha                                 |
| 4                                                        | Dezembro de 1989                                         | Sem nome                                                 | 920 hPa (27 inHg)                                        | Sudoeste da Islândia                                     |
| 4                                                        | Fevereiro de 2020                                        | Storm Dennis                                             | 920 hPa (27 inHg)                                        | Sul da Islândia                                          |
| 6                                                        | Fevereiro de 1870                                        | Sem nome                                                 | 921.1 hPa (27.20 inHg)                                   | Sudoeste da Islândia                                     |
| 7                                                        | Fevereiro de 1824                                        | Sem nome                                                 | 924 hPa (27.3 inHg)                                      | Reykjavik, Islândia                                      |
| 8                                                        | Dezembro de 1929                                         | Sem nome                                                 | 925.5 hPa (27.33 inHg)                                   | oceano Atlântico                                         |
| 9                                                        | Janeiro de 1884                                          | Sem nome                                                 | 925.6 hPa (27.33 inHg)                                   | Ochtertyre, Grã-Bretanha                                 |
| 10                                                       | Março de 1992                                            | Sem nome                                                 | 926 hPa (27.3 inHg)                                      | Fora da Terra Nova                                       |